# Волін Михайло Іванович
Михайло Іванович Волін (нар. 1907, Одеса — пом. лютий 1945, Бреслау) — радянський футболіст, правий захисник. Один з небагатьох захисників довоєнного часу, хто вмів точними пасами розпочинати атаки команди.
Насамперед відомий виступами за «Динамо» (Київ) і «Динамо» (Одеса).

## Біографія
Народився 1907 року в Одесі.
У футбол почав грати 1921 року в одеській команді «Шереметьєвський клуб спорту». З 1924 року виступав за одеські «Шкіртрест» та «Харчовики», а також вінницьке «Динамо».
На початку 1936 року перейшов у «Динамо» (Київ), де за підсумками першого чемпіонату СРСР здобув срібні нагороди.
Учасник переможних матчів «Динамо» (Київ) і «Динамо» (Одеса) зі збірною клубів Туреччини в 1936 році.
В кінці року покинув київський клуб і повернувся в Одесу, де став гравцем новоствореного «Динамо», якому в першому ж сезоні допоміг вийти в найвищий дивізіон СРСР.
Всього у найвищій лізі СРСР провів 31 поєдинок: 6 — за київське «Динамо» і 25 — за одеське.
Грав за збірну Одеси (1929–1930, 1935, 1937–1939), Вінниці (1932–1934) та Києва (1936), а також другу збірну УРСР (1935).
Загинув на фронті у Бреслау в лютому 1945 року.

## Досягнення
- Срібний призер чемпіонату СРСР: 1936 (весна)
- Чемпіон Одеси: 1925
- Увійшов до списку 55 найкращих футболістів Радянського Союзу 1938 року.